# Вашакидзе (лунный кратер)
Кратер Вашакидзе (лат. Vashakidze) — ударный кратер на обратной стороне Луны. Название присвоено в честь советского и грузинского астронома Михаила Александровича Вашакидзе (1909—1956) и утверждено Международным астрономическим союзом в 1970 г. Образование кратера относится к позднеимбрийскому периоду.

## Описание кратера

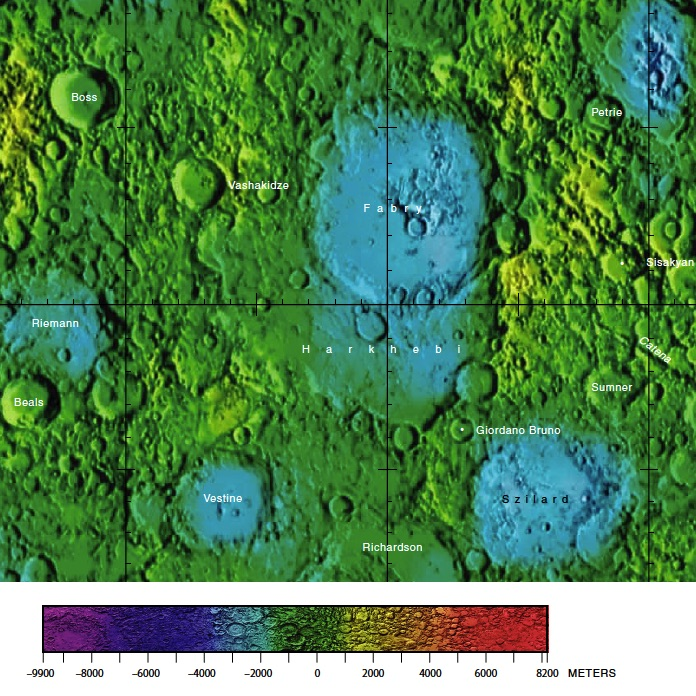
Окрестности кратера Вашакидзе. Фрагмент карты обратной стороны Луны.

Ближайшими соседями кратера являются кратер Босс на северо-западе; кратер Фабри на востоке; кратер Харкеби на юго-востоке; кратеры Риман и Билс на юго-западе. Селенографические координаты центра кратера 43°39′ с. ш. 93°01′ в. д. / 43,65° с. ш. 93,01° в. д., диаметр 45 км, глубина 2,26 км.
Кратер достаточно хорошо сохранился, вал кратера имеет четко очерченную кромку. Форма кратера близка к циркулярной с небольшими выступами в восточной и южной частях. Внутренний склон вала имеет следы обрушения, особенно в северной и юго-восточной частях. Высота вала над окружающей местностью 1070 м, объем кратера составляет приблизительно 1 500 км³. Дно чаши кратера сравнительно ровное, с небольшой пересеченностью восточной части чаши. 

## Сателлитные кратеры
Отсутствуют.